# Establet
Establet est une commune française située dans le département de la Drôme en région Auvergne-Rhône-Alpes.

## Géographie

### Localisation
Establet est située à 30 km à l'ouest de Serres et à 11 km de La Motte-Chalancon. Le village est rattaché à la communauté de communes du Diois.

### Relief et géologie
Sites particuliers :
- le col du Fays (1 051 m)[1] ;
- le détroit d'Establet[1] ;
- le mont l'Aiguille est attesté en 1891[2].

### Hydrographie
La commune est principalement arrosée par le Ruisseau d'Establet.

Les autres cours d'eau sont :
- le Ravin de la Pissarotte[3].
- le Ruisseau de Charbonnière[3].
- le Ruisseau du Fays (limite avec la commune de Saint-Dizier-en-Diois)[3].

### Climat
Pour des articles plus généraux, voir Climat d'Auvergne-Rhône-Alpes et Climat de la Drôme.
En 2010, le climat de la commune est de type climat des marges montargnardes, selon une étude du CNRS s'appuyant sur une série de données couvrant la période 1971-2000. En 2020, Météo-France publie une typologie des climats de la France métropolitaine dans laquelle la commune est exposée à un climat de montagne ou de marges de montagne et est dans la région climatique  Alpes du sud, caractérisée par une pluviométrie annuelle de 850 à 1 000 mm, minimale en été. 
Pour la période 1971-2000, la température annuelle moyenne est de 9,8 °C, avec une amplitude thermique annuelle de 16,7 °C. Le cumul annuel moyen de précipitations est de 931 mm, avec 8,3 jours de précipitations en janvier et 5,1 jours en juillet. Pour la période 1991-2020, la température moyenne annuelle observée sur la station météorologique de Météo-France la plus proche, sur la commune de Bellegarde-en-Diois à 4 km à vol d'oiseau, est de 10,5 °C et le cumul annuel moyen de précipitations est de 1 016,9 mm,. Pour l'avenir, les paramètres climatiques de la commune estimés pour 2050 selon différents scénarios d'émission de gaz à effet de serre sont consultables sur un site dédié publié par Météo-France en novembre 2022.

## Urbanisme

### Typologie
Au 1er janvier 2024, Establet est catégorisée commune rurale à habitat très dispersé, selon la nouvelle grille communale de densité à 7 niveaux définie par l'Insee en 2022.
Elle est située hors unité urbaine et hors attraction des villes,.

### Occupation des sols
L'occupation des sols de la commune, telle qu'elle ressort de la base de données européenne d’occupation biophysique des sols Corine Land Cover (CLC), est marquée par l'importance des forêts et milieux semi-naturels (88,7 % en 2018), en diminution par rapport à 1990 (93,7 %). La répartition détaillée en 2018 est la suivante : 
forêts (80,9 %), zones agricoles hétérogènes (11,3 %), milieux à végétation arbustive et/ou herbacée (7,6 %), espaces ouverts, sans ou avec peu de végétation (0,2 %). L'évolution de l’occupation des sols de la commune et de ses infrastructures peut être observée sur les différentes représentations cartographiques du territoire : la carte de Cassini (XVIIIe siècle), la carte d'état-major (1820-1866) et les cartes ou photos aériennes de l'IGN pour la période actuelle (1950 à aujourd'hui).

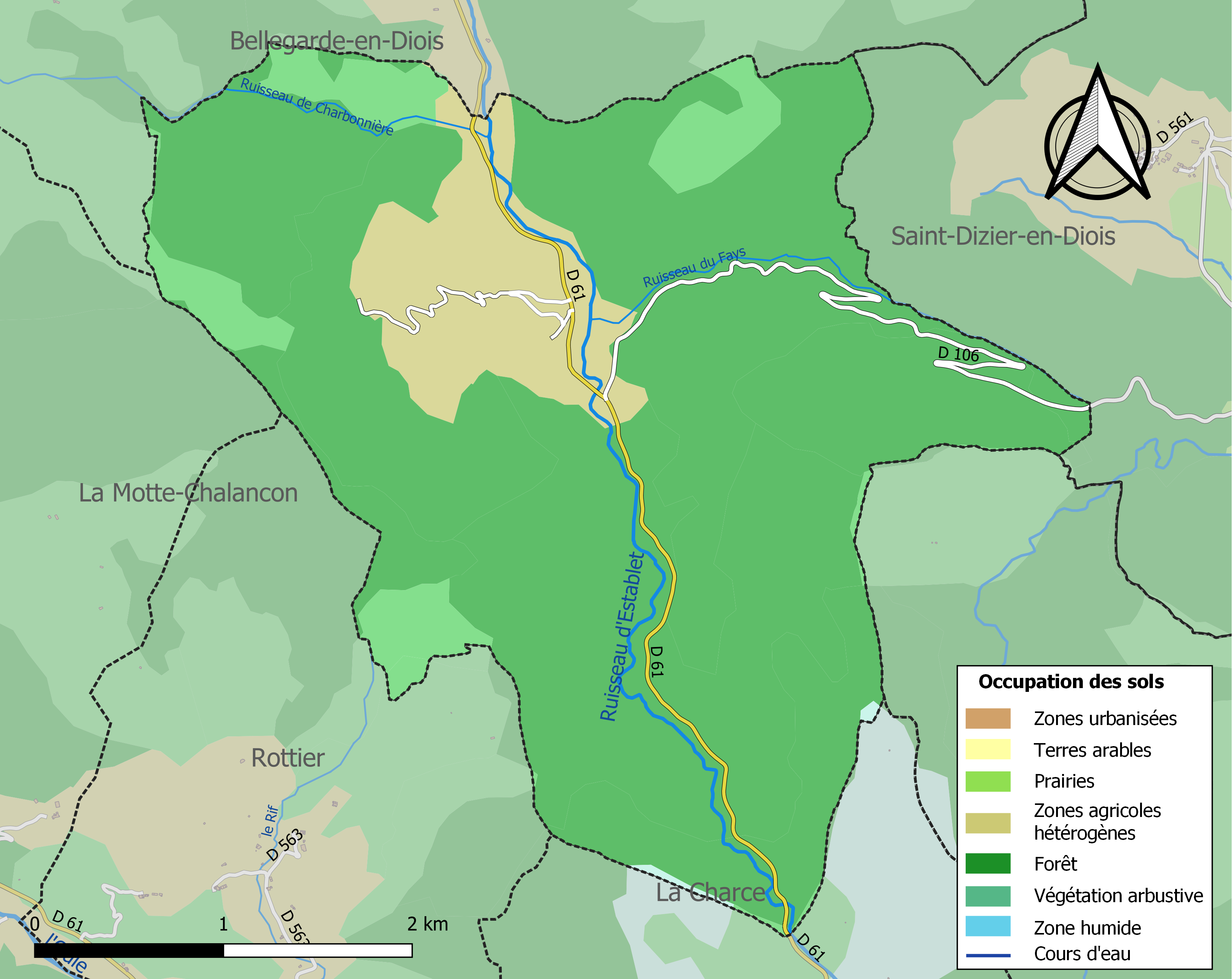
Carte des infrastructures et de l'occupation des sols de la commune en 2018 (CLC).

## Toponymie

### Attestations
Dictionnaire topographique du département de la Drôme :
- 1347 : castrum de Estabello (Valbonnais, II, 550).
- XIVe siècle : mention de la paroisse : capella de Establele (pouillé de Die).
- 1446 : mention de la paroisse : capella de Stabello (pouillé hist.).
- 1509 : mention de l'église Saint-Jean-Baptiste : ecclesia Sancti Johannis de Stabello (visites épiscopales).
- 1516 : mention de la paroisse : cura de Estableto (rôle de décimes).
- XVIe siècle : mention de la paroisse : capella de Stablello (rôle de décimes).
- 1601 : Establed (visites épiscopales).
- 1665 : Estableau (archives de la Drôme, E 1075).
- XVIIe siècle : Estoublon (rôles de tailles).
- XVIIIe siècle : Stablet (inventaire de la chambre des comptes).
- 1891 : Establet, commune du canton de la Motte-Chalancon.

### Étymologie
Du latin stabulum qui signifie « gite, auberge, demeure » (d'où le français "étable").

## Histoire
Pour un article plus général, voir Histoire de la Drôme.

### Du Moyen Âge à la Révolution
La seigneurie :
- Fief des évêques de Die et arrière-fief des dauphins.
- 1279 : possession des Artaud d'Aix.
- la terre passe aux Commiers.
- Avant 1540 : elle est vendue aux Guilhomont.
- Vendue aux Alléoud (attestés comme propriétaires en 1601).
- 1620 : passe aux La Tour-Gouvernet, derniers seigneurs.

Avant 1790, Establet était une communauté de l'élection de Montélimar, subdélégation de Crest et du bailliage de Die.

Elle formait une paroisse du diocèse de Die, dont l'église était dédiée à saint Jean-Baptiste, et dont les dîmes appartenaient à l'évêque diocésain.

### De la Révolution à nos jours
En 1790, la commune est comprise dans le canton de la Motte-Chalancon.

## Politique et administration

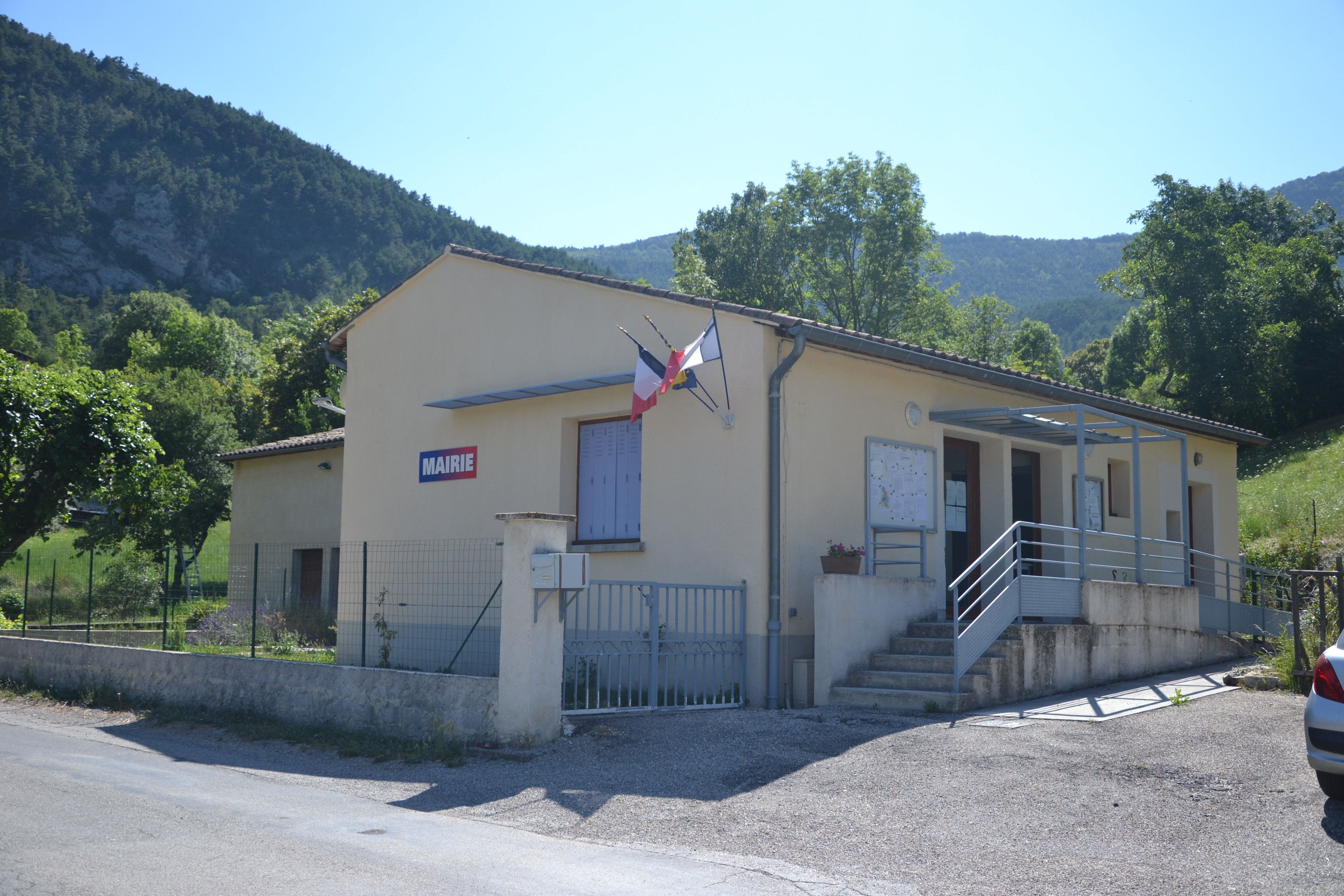
Marie d'Establet

### Liste des maires
| Période                                  | Période                       | Identité                             | Étiquette                    | Qualité       |
| ---------------------------------------- | ----------------------------- | ------------------------------------ | ---------------------------- | ------------- |
| Les données manquantes sont à compléter. |                               |                                      |                              |               |
| 1871                                     |                               | ?                                    |                              |               |
| 1874                                     |                               | ?                                    |                              |               |
| 1878                                     |                               | ?                                    |                              |               |
| 1884                                     |                               | ?                                    |                              |               |
| 1888                                     |                               | ?                                    |                              |               |
| 1892                                     |                               | ?                                    |                              |               |
| 1896                                     |                               | ?                                    |                              |               |
| 1900                                     |                               | ?                                    |                              |               |
| 1904                                     |                               | ?                                    |                              |               |
| 1908                                     |                               | ?                                    |                              |               |
| 1912                                     |                               | ?                                    |                              |               |
| 1919                                     |                               | ?                                    |                              |               |
| 1925                                     |                               | ?                                    |                              |               |
| 1929                                     |                               | ?                                    |                              |               |
| 1935                                     |                               | ?                                    |                              |               |
| 1945                                     |                               | ?                                    |                              |               |
| 1947                                     |                               | ?                                    |                              |               |
| 1953                                     |                               | ?                                    |                              |               |
| 1959                                     |                               | ?                                    |                              |               |
| 1965                                     |                               | ?                                    |                              |               |
| 1971                                     |                               | ?                                    |                              |               |
| 1977                                     |                               | ?                                    |                              |               |
| 1983                                     |                               | ?                                    |                              |               |
| 1989                                     |                               | ?                                    |                              |               |
| 1995                                     |                               | ?                                    |                              |               |
| 2001                                     | 2008                          | Denis Rey                            |                              |               |
| 2008                                     | 2014                          | Denis Rey                            |                              | maire sortant |
| 2014                                     | 2020                          | Brigitte Rousselet                   | Union populaire républicaine |               |
| 2020                                     | En cours (au 24 janvier 2021) | Pierre Angibaud[source insuffisante] |                              |               |

## Population et société

### Démographie
L'évolution du nombre d'habitants est connue à travers les recensements de la population effectués dans la commune depuis 1793. Pour les communes de moins de 10 000 habitants, une enquête de recensement portant sur toute la population est réalisée tous les cinq ans, les populations de référence des années intermédiaires étant quant à elles estimées par interpolation ou extrapolation. Pour la commune, le premier recensement exhaustif entrant dans le cadre du nouveau dispositif a été réalisé en 2008.

En 2022, la commune comptait 25 habitants, en évolution de −10,71 % par rapport à 2016 (Drôme : +2,64 %, France hors Mayotte : +2,11 %).
| 1793 | 1800 | 1806 | 1821 | 1831 | 1836 | 1841 | 1846 | 1851 |
| ---- | ---- | ---- | ---- | ---- | ---- | ---- | ---- | ---- |
| 261  | 241  | 253  | 288  | 291  | 255  | 237  | 227  | 244  |

| 1856 | 1861 | 1866 | 1872 | 1876 | 1881 | 1886 | 1891 | 1896 |
| ---- | ---- | ---- | ---- | ---- | ---- | ---- | ---- | ---- |
| 199  | 187  | 185  | 182  | 183  | 176  | 152  | 136  | 138  |

| 1901 | 1906 | 1911 | 1921 | 1926 | 1931 | 1936 | 1946 | 1954 |
| ---- | ---- | ---- | ---- | ---- | ---- | ---- | ---- | ---- |
| 121  | 129  | 128  | 80   | 87   | 87   | 75   | 68   | 55   |

| 1962 | 1968 | 1975 | 1982 | 1990 | 1999 | 2006 | 2008 | 2013 |
| ---- | ---- | ---- | ---- | ---- | ---- | ---- | ---- | ---- |
| 49   | 33   | 25   | 14   | 19   | 21   | 26   | 28   | 29   |

| 2018 | 2022 | - | - | - | - | - | - | - |
| ---- | ---- | - | - | - | - | - | - | - |
| 26   | 25   | - | - | - | - | - | - | - |

### Enseignement
Rattachée à l'académie de Grenoble, la commune ne possède pas d'école.

### Loisirs
- Pêche et chasse[1].

### Médias
Le territoire de la commune se situe dans l'aire de diffusion de plusieurs médias :
- Presse écrite
  - Le Dauphiné libéré, quotidien régional qui consacre, chaque jour, y compris le dimanche, un ou plusieurs articles à l'actualité du canton et de la commune, ainsi que des informations sur les éventuelles manifestations locales, les travaux routiers, et autres événements divers à caractère local.
  - L'Agriculture Drômoise, journal d'informations agricoles et rurales, couvre l'ensemble du département de la Drôme.
  - Drôme Hebdo (ancien Peuple Libre), hebdomadaire chrétien d'informations.
- Presse audio-visuelle
  - France Bleu est une radio publique diffusée sur son territoire.

### Cultes
La paroisse catholique d'Establet dépend du diocèse de Valence, doyenne de Sahune.

## Économie

### Agriculture
En 1992 : pâturages (ovins), lavande.

## Culture locale et patrimoine

### Lieux et monuments
- Fermes fortes[1].
- Temple protestant[1].

### Patrimoine naturel
- Grotte[1].

### Héraldique, logotype et devise
|  | Establet possède des armoiries dont l'origine et le blasonnement exact ne sont pas disponibles. |